# كرونوفيليا
تم استخدام مصطلح كرونوفيليا للمرة الأولى من قبل جون ماني لوصف شكل من أشكال الشذوذ الجنسي حيث يواجه الفرد انجذاب جنسي لفئة عمرية محددة. لم يتم تبني هذا المصطلح على نطاق واسع من قبل علماء الجنس، الذين استخدموا مصطلحات علمية أكثر تحديدًا للفئة العمرية.  كان المفهوم التاريخي المثير للجدل قبل ذلك هو مفهوم ريتشارد فون كرافت إيبنج، مفهوم الدكاكيرية العمرية.

## التفضيلات الجنسية على أساس العمر

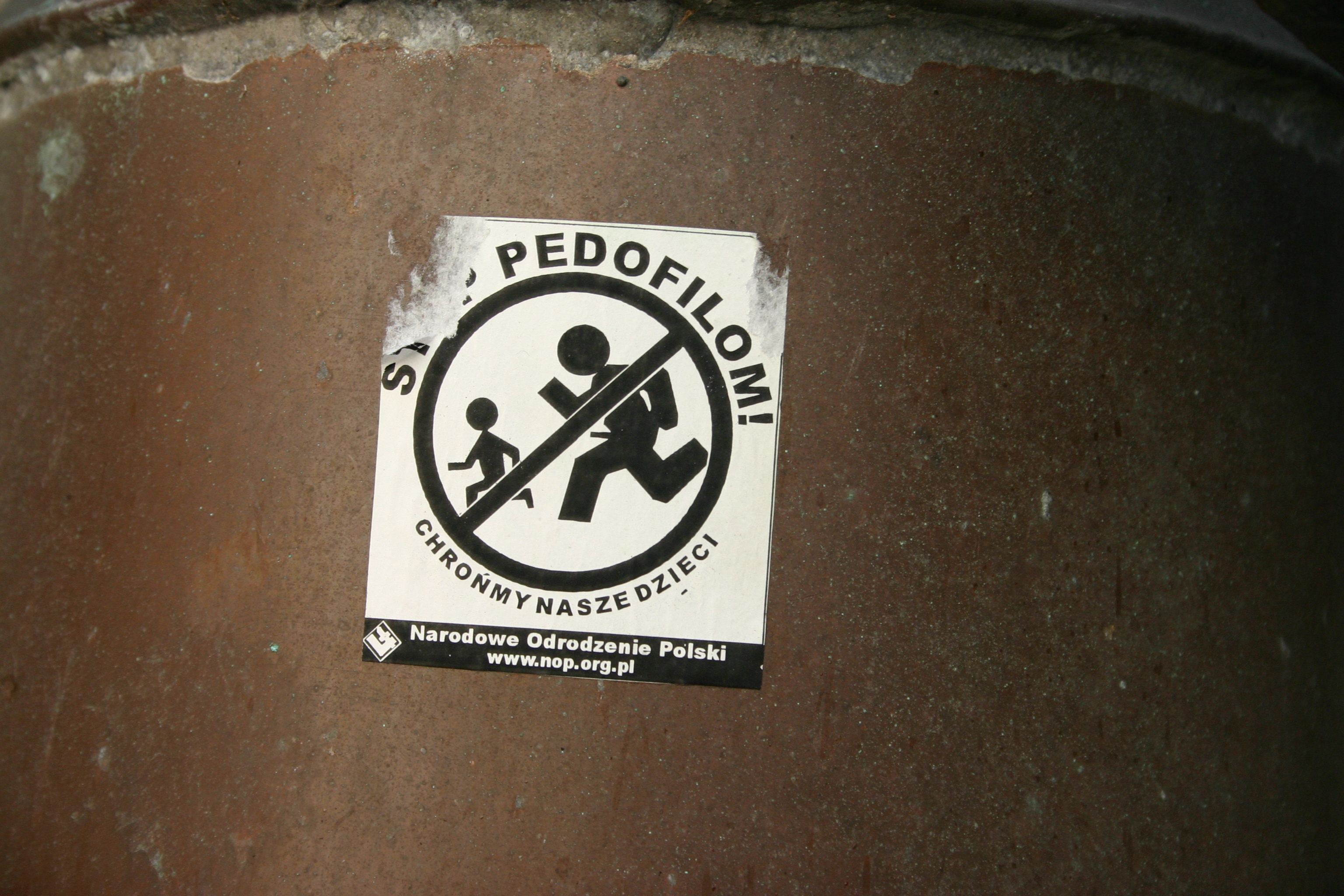
إشهار تحذيري مضاد حول التحرش الجنسي بالأطفال

- يشير مصطلح الشذوذ الجنسي إلى الانجذاب والاستغلال الجنسي للأطفال، خُصص المصطلح ليصبح أكثر تحديدا للفئة العمرية للأطفال فنشأ مصطلح بيلودفيا شهوة المراهقين وذُكر في الطبعة الخامسة من الدليل التشخيصي والإحصائي للاضطرابات النفسية (الطبعة الخامسة).[6]
  - اشتهاء الرضع هو النوع الذي يميل فيه الشخص إلى الاعتداء الجنسي على لأطفال الذين يبلغ عمرهم أقل من خمسة أعوام (بما في ذلك الأطفال المتهاديين والرضع).[7]
  - اشتهاء الأطفال هو اضطراب نفسي يتميز بوجود حفزات جنسية شديدة، أو خيالات جنسية مثيرة، مرتبطة بالأطفال غير البالغين الذين تقل أعمارهم عن 13 سنة. وتتكرر لمدة لا تقل عن ستة شهور للمضطرب الذي لا يقل عمره عن 16 سنة.[8][9] لا يقل فارق السن بين المضطرب والضحية عن 5 سنوات. يولع المضطربون بالأطفال من الجنس المقابل أكثر من ميلهم للأطفال من نفس الجنس، ويفضلونهم بين الثامنة والعاشرة من العمر. قد تكون الممارسة الشاذة بتعرية الطفل والنظر إليه مستمنياً في وجوده أو ملامسة الطفل وتقبيله، فيما عدا حالات السادية، يكون المضطرب كريماً وملفتاً لانتباه الطفل واهتمامه وطاعته ومنعه من الكشف عما يحدث من ممارساته للآخرين.[10][11] وهذا الاضطراب يبدأ غالباً في سن المراهقة.[12] يصبح الأمر مزمناً خاصة فيمن يولعون بالأطفال الذكور.[13]
- الانجذاب للمراهقين
  - شهوة المراهقين هما الانجذاب الجنسي للأشخاص الذين وصلوا للسنوات الأخيرة في سن المراهقة (عادة بين 15 و 19)،[14] تم تقديم المصطلح من قبل عالم الاجتماع بيرنارد جليك في عام 1955.[15]
- الانجذاب للكبار
  - تيليفيليا (مشتقه من الكلمة اليونانية تيليوس) تعني الانجذاب الجنسي للبالغين،[16] ظهر المصطلح في عام 2000 من قبل عالم الاجتماع الأمريكي راي بلانشارد.[17]
  - الميسوفيليا (مشتقة من الكلمة اليونانية ميسوس) تعني الانجذاب الجنسي للبالغين في منتصف العمر، ظهر المصطلح عام 2016 من قبل عالم الاجتماع الكندي مايكل شيكونج سيتو.[18]
  - اشتهاء كبار السن هو الانجذاب الجنسي لكبار السن.[19]

## وصلات خارجية
مقالات
- قائمة الشذوذ الجنسية الواردة ضمن الدليل التشخيصي والإحصائي للاضطرابات النفسية بطبعته الرابعة وبالمراجعة النصية للطبعة الرابعة (بالإنجليزية)
- معايير تشخيصية مقترحة خاصة بقسم الجنس والنوع الاجتماعي في الدليل التشخيصي والإحصائي بطبعته الخامسة (بالإنجليزية)

فيديو
- ما معنى كلمة اشتهاء كبار السن؟ - يوتيوب
- هل هيبيفيليا والإيفيبوفيلي خطأ؟- يوتيوب